# Saint-Clément (Yonne)
Saint-Clément és un municipi francès, situat al departament del Yonne i a la regió de Borgonya - Franc Comtat. L'any 2007 tenia 2.868 habitants.

## Demografia

### Població
El 2007 la població de fet de Saint-Clément era de 2.868 persones. Hi havia 1.243 famílies, de les quals 417 eren unipersonals (215 homes vivint sols i 202 dones vivint soles), 429 parelles sense fills, 312 parelles amb fills i 85 famílies monoparentals amb fills.
La població ha evolucionat segons el següent gràfic:
Habitants censats

### Habitatges
El 2007 hi havia 1.342 habitatges, 1.261 eren l'habitatge principal de la família, 15 eren segones residències i 66 estaven desocupats. 999 eren cases i 236 eren apartaments. Dels 1.261 habitatges principals, 830 estaven ocupats pels seus propietaris, 397 estaven llogats i ocupats pels llogaters i 34 estaven cedits a títol gratuït; 111 tenien una cambra, 90 en tenien dues, 245 en tenien tres, 383 en tenien quatre i 432 en tenien cinc o més. 945 habitatges disposaven pel capbaix d'una plaça de pàrquing. A 718 habitatges hi havia un automòbil i a 425 n'hi havia dos o més.

### Piràmide de població
La piràmide de població per edats i sexe el 2009 era:
| Homes | Edats   | Dones |
| ----- | ------- | ----- |
| 4     | 95 o +  | 8     |
| 16    | 90 a 94 | 36    |
| 16    | 85 a 89 | 48    |
| 24    | 80 a 84 | 36    |
| 44    | 75 a 79 | 76    |
| 60    | 70 a 74 | 92    |
| 76    | 65 a 69 | 76    |
| 116   | 60 a 64 | 84    |
| 120   | 55 a 59 | 108   |
| 116   | 50 a 54 | 124   |
| 100   | 45 a 49 | 88    |
| 92    | 40 a 44 | 76    |
| 96    | 35 a 39 | 92    |
| 80    | 30 a 34 | 100   |
| 76    | 25 a 29 | 68    |
| 72    | 20 a 24 | 60    |
| 56    | 15 a 19 | 92    |
| 108   | 10 a 14 | 84    |
| 68    | 5 a 9   | 84    |
| 64    | 0 a 4   | 44    |

## Economia
El 2007 la població en edat de treballar era de 1.697 persones, 1.161 eren actives i 536 eren inactives. De les 1.161 persones actives 1.065 estaven ocupades (547 homes i 518 dones) i 97 estaven aturades (53 homes i 44 dones). De les 536 persones inactives 212 estaven jubilades, 120 estaven estudiant i 204 estaven classificades com a «altres inactius».

### Ingressos
El 2009 a Saint-Clément hi havia 1.163 unitats fiscals que integraven 2.665,5 persones, la mediana anual d'ingressos fiscals per persona era de 19.050 €.

### Activitats econòmiques
Dels 149 establiments que hi havia el 2007, 3 eren d'empreses alimentàries, 2 d'empreses de fabricació de material elèctric, 1 d'una empresa de fabricació d'elements pel transport, 13 d'empreses de fabricació d'altres productes industrials, 22 d'empreses de construcció, 43 d'empreses de comerç i reparació d'automòbils, 4 d'empreses de transport, 11 d'empreses d'hostatgeria i restauració, 3 d'empreses d'informació i comunicació, 4 d'empreses financeres, 5 d'empreses immobiliàries, 16 d'empreses de serveis, 14 d'entitats de l'administració pública i 8 d'empreses classificades com a «altres activitats de serveis».
Dels 44 establiments de servei als particulars que hi havia el 2009, 1 era una oficina del servei públic d'ocupació, 2 oficines de correu, 1 una oficina bancària, 7 tallers de reparació d'automòbils i de material agrícola, 1 taller d'inspecció tècnica de vehicles, 1 autoescola, 4 paletes, 3 guixaires pintors, 3 fusteries, 5 lampisteries, 2 electricistes, 4 empreses de construcció, 1 perruqueria, 5 restaurants, 3 agències immobiliàries i 1 tintoreria.
Dels 14 establiments comercials que hi havia el 2009, 2 eren grans superfícies de material de bricolatge, 2 botiges de menys de 120 m², 2 fleques, 1 una fleca, 2 botigues de mobles, 3 botigues de material esportiu, 1 una botiga de material de revestiment de parets i terra i 1 una joieria.
L'any 2000 a Saint-Clément hi havia 8 explotacions agrícoles.

## Equipaments sanitaris i escolars
L'únic equipament sanitari que hi havia el 2009 era una farmàcia.
El 2009 hi havia 1 escola maternal i 1 escola elemental.

## Poblacions més properes
El següent diagrama mostra les poblacions més properes.